# 克素尔古城遗址
克素尔古城遗址，位于中国青海省湟源县日月乡克素尔村，为青海省市县级文物保护单位，公布日期为2000年10月18日，类型为古遗址。
克素尔古城遗址的历史年代为唐。